# Egipt (rimska provinca)
Egipt (latinsko Provincia Ægyptus) je bila rimska provinca, ki jo je leta 30 pr. n. št. ustanovil Oktavijan.
Oktavijan je  po porazu svojega rivala Marka Antonija in odstavitvi njegove ljubice, kraljice Kleopatre VII., priključil Ptolemejsko kraljestvo Egipt k Rimskemu cesarstvu. Provinca je obsegala večino sedanjega Egipta razen Sinajskega polotoka, katerega je kasneje osvojil cesar Trajan. Egipt je na zahodu mejil na provinco Kreto in Cirenajko in na vzhodu na Judejo, kasnejšo Arabio Petraeo. Bil je glavni pridelovalec žita v Rimskem cesarstvu.

## Zgodovina
Egipt se je od drugih rimskih provinc razlikoval po tem, da so bili njegovi guvernerji prefekti in ne bivši senatorji. Prefekti so bili vitezi konjeniškega reda (ordo equester) in jih je imenoval cesar. Prvi prefekt je bil Gaj Kornelij Gal, ki je na silo osvojil Gornji Egipt in na ozemlju ob južni meji ustanovil rimski protektorat. Drugi je bil Elij Gal, ki je brez uspeha poskušal osvojiti zahodno Arabijo (Arabia Petraea) in obalo Rdečega morja (Arabia Felix). Obe pokrajini sta prišli pod rimsko oblast šele med vladavino cesarja Klavdija.  Tretji je bil Gaj Petronij, ki je očistil zanemarjene namakalne kanale in oživil kmetijstvo.
Od cesarja Nerona dalje je Egipt doživljal obdobje blagijnje, ki je trajalo kakšnih sto let. Večino notranjih težav so povzročali verski spori med Grki in Judi, predvsem v Aleksandriji, ki je po opustošenju Jeruzalema leta 70 postala svetovno središče judovske vere in kulture. Pod cesarjem Trajanom so se Judje v Aleksandriji uprli zaradi zatiranja in izgube vseh privilegijev, ki so jih kmalu zatem dobili nazaj. Hadrijan, ki je dvakrat obiskal Egipt, je v spomin na svojega utopljenega sina Antinoosa ustanovil mesto Antinoopolis. Od Hadrijana dalje so se po celi provinci začele graditi stavbe v grško-rimskem slogu.
Pod Antoninom Pijem je zaradi zatiralskih davkov leta 139  izbruhnil upor domorodnih Egipčanov, ki so ga zatrli šele po nekaj letih vojne. Upor, ki ga je vodil egipčanski svečenik Izidor, je povzročil veliko gospodarsko škodo in označil začetek propadanja egiptovskega gospodarstva. Avidij Kasij, ki je med uporom poveljeval rimski vojski, se je leta 175 razglasil za cesarja  in dobil podporo sirskih in egiptovskih legij.  Po prihodu Marka Avrelija na oblast je bil odstavljen in usmrčen in v Egiptu je bil ponovno vzpostavljen mir. Podoben upor je izbruhnil leta 193, ko se je po Pertinaksovi smrti za cesarja razglasil Pescenij Niger. Cesar Septimij Sever je dal leta 202 Aleksandriji ustavo in jo razglasil za upravno središče province.
Karakala (211-217) je vsem Egipčanom  in drugim prebivalcem province podelil rimsko državljanstvo, predvsem zato, da bi izsilil še več davkov, ker so potrebe cesarjev po vedno večjih dohodkih strmo naraščale.
V 3. stoletju je bil niz civilnih, pa tudi vojaških uporov. Pod Decijem se je leta 250 ponovno začelo preganjanje kristjanov, vendar se je krščanska vera kljub temu širila. Leta 260 je prefekt Egipta Musij Emilijan podprl Galienovega uzurpatorja Makrijana in leto kasneje sam postal uzurpator, dokler ga ni Galien porazil.
Leta 269 se je Egipt osvojila palmirska kraljica Zenobija in se razglasila za kraljico Egipta. Trdila je, da je Egipt dom njenih prednikov in da je družinsko povezana s Kleopatro VII.. Bila je izobražena ženska in je dobro poznala egipčansko kulturo, religijo in jezik. Cesar Avrelijan je zaostril prijateljske odnose med državama in nato napadel Egipt. Po štiri mesece trajajočem neuspešnem obleganju Zenobije, ki se je končalo samo zaradi popolnega izčrpanja zalog, je leta 274 zmagal. 
V Egiptu sta imela sedež generala Mark Avrelij Prob in Domicij Domicijan, ki sta vodila vsak svoj upor in postala cesarja. Dioklecijan je leta 298 osvojil Aleksandrijo, ki je bila v Domicijanovih rokah, in provinco reorganiziral.  Leta 303 je objavil edikt proti kristjanom,  s katerim se je začelo novo obdobje njihovega preganjanja. Edikt je bil hkrati zadnji resni poskus, da bi zajezil širjenje krščanstva.

## Rimska uprava
Rim je v Egiptu naletel na ptolemejsko ureditev države in uvedel vrsto sprememb. Prvi  učinek sprememb je bila utrditev položaja Grkov in helenizma proti egipčanskim vplivom. Nekatere stare državne ustanove in njihovi nazivi so se obdržali, nekatere so se spremenile, nekatere pa so obdržale svoje nazive in spremenile vsebino svojega dela. Rimljani so na splošno vpeljali upravni sistem, katerega glavni cilj je bil doseči visoko učinkovitost in čimvečje prihodke. Prefekt Egipta ni bil samo civilni guverner, ampak je bil odgovoren tudi za provincijske finance, pobiranja davkov in pravosodje in ne nazadnje tudi poveljnik rimske vojske v provinci.
Reforme na začetku 4. stoletja so za ceno bolj toge in zatiralske državne oblasti postavile osnovo za naslednjih 250 let dolgo obdobje relativne blaginje. Egipt je bil zaradi lažjega upravljanja razdeljen na veliko manjših provic z ločeno civilno in vojaško upravo na čelu s praesesom oziroma duksom. Sredi 6. stoletja je cesar Justinijan spoznal, da je takšna organizacija neučinkovita in združil civilno in vojaško oblast v rokah duksa. Duks je imel svojega predstavnika za civilne zadeve (praeses), ki je bil hkrati nekakšna protiutež močnim cerkvenim avtoritetam. Vse zahteve za lokalno samoupravo so od takrat izginile. Prisotnost vojaštva in njegova moč in vpliv na vsakodnevno življenje v mestih in vaseh se je okrepila.

## Gospodarstvo
Izkoriščanje gospodarskih virov se od ptolemejskega obdobja ni nič spremenilo, razvil pa se je mnogo bolj zapleten in dodelan davčni sistem, ki je bil zaščitni znak rimske oblasti. Država je pobirala davek v denarju in naravi na obdelovalna zemljišča, poleg njega pa še osupljivo veliko raznih manjših davkov v gotovini ter carinske in druge pristojbine, ki so jih pobirali pooblaščeni državni uradniki. Po Nilu se je prevažalo ogromno žita za prebivalce Aleksandrije in za izvor v rimsko prestolnico. 
Uradne davčne stopnje kljub pogostim pritožbam davkoplačevalcev zaradi zatiranja in izsiljevanja niso bile pretirano visoke, ker je rimska oblast aktivno vzpodbujala privatizacijo zemlje in rast zasebnih proizvodnih in trgovskih podjetij. Revnejši prebivalci so se preživljali z najemanjem zemljišč v lasti države ali premožnih veleposestnikov, zato so bili najemniki mnogo bolj kot z davki obremenjeni z razmeroma visokimi najemninami. 
Stopnja kroženja denarja in zapletenost gospodarstva, tudi na vasi, sta bili zelo visoki. Obsežna blagovna menjava, ki je potekala preko denarja, je v mestih in velikih vaseh sprožila visoko raven industrijske in trgovinske dejavnosti, ki sta bili tesno povezani z izkoriščanjem prevladujočega kmetijstva. Obseg zunanje in notranje blagovne menjave je  dosegel svoj višek v 1. in 2. stoletju, proti koncu 3. stoletja pa so se začele pojavljati velike težave, ker je niz razvrednotenj državne valute spodkopal  zaupanje vanjo. K temu je pripomogla tudi  sama vlada, ki je uvajala vedno več izrednih davkov v naravi. Tako zbrane dobrine so usmerjali neposredno h glavnim potrošnikom, se pravi vojski. Lokalna uprava preko skupščin je bila brezbrižna, uporna in neučinkovita in cesarja Dioklecijan in Konstantin I. sta se spoznala potrebo po temeljitih reformah.

## Vojska
Najbogatejša rimska provinca je imela sorazmerno malo vojaštva, ki je očitno implicitno skrbelo predvsem za neoviran izvoz žita, življenjsko pomembnega za Rim in njegovo prebivalstvo. Notranjo varnost so zagotavljale tri rimske legije po 6.000 vojakov, kasneje samo dve, in več kohort pomožnih vojakov. V prvih desetletjih rimske vladavine, ko se je cesarstvo poskušalo razširiti še bolj proti vhodu in jugu, so večino rimske vojske sestavljali grški Makedonci in Egipčani, ki so pred tem služili v razpuščeni ptolemejski armadi. Kasneje so v vojski prevladovali Rimljani. 

## Socialna struktura v zgodnjem rimskem obdobju
Socialna struktura v rimskem Egiptu je bila edinstvena in zapletena. Rimljani so po eni strani obdržali mnogo organizacijskih prijemov iz ptolemejskega obdobja, istočasno pa so na Grke v Egiptu gledali kot na Egipčane. Takšno gledanje so zavračali tako Grki kot Egipčani. Tretja komponenta družbe so bili zelo helenizirani Judje s svojimi skupnosti, ločenimi od grških in egipčanskih skupnosti. Rimljani so začeli uvajati socialno hierarhijo, ki na prvo mesto ni postavljala etničnosti in mesta prebivanja. V novem sistemu so bili na najvišjem družbenem položaju poleg Rimljanov še grški državljani iz grških mest, na najnižjem pa  Egipčani s podeželja. Med obema skrajnima razredoma so bili meščani (metropoliti), ki so bili večinoma grškega porekla. 
Pridobivanje rimskega državljanstva in vzpenjanje po družbeni lestvici je bilo zelo težko, ker je bilo zanj na razpolago zelo malo zakonskih možnosti. Ena od poti, ki jo je izkoristilo mnogo prebivalcev, je bil vpoklic v rimsko vojsko. V rimskih legijah so sicer lahko služili samo rimski državljani, vendar se je vanje vrinilo tudi mnogo Grkov. Domorodni Egipčani so lahko služili samo v pomožnih enotah in dobili državljanstvo šele po odpustu iz vojske. Različne družbene skupine so imele tudi različne stopnje obdavčitev. Grki so bili oproščeni plačevanja glavarine. Helenizirani prebivalci so plačevali nižjo glavarino, domorodni Egipčani pa v polnem znesku.
Družbena struktura  v Egiptu je bila zelo tesno povezana z vladajočo upravo. Elementi centralizirane oblasti iz ptolemejskega obdobja so se obdržali vse do 4. stoletja. Ena od posebnosti je bila  imenovanje guvernerjev (στρατηγός, stratēgós) okrožij (nομός, nomós), ki so bila zapuščina tradicionalne upravne delitve Egipta.  Mestni sveti, ki jih je formalno ustanovil Septimij Sever, in njihovi funkcionarji so imeli pomembna pooblastila za upravljanje svojih okrožij samo v 3. stoletju pod cesarjem Dioklecijanom. 
Avgust je po prevzemu oblasti uvedel sistem obveznih javnih del, ki je v celoti temeljil na lastnini in dohodkih (poros), se pravi na družbenem položaju in moči. Rimljani so uvedli tudi glavarino, ki je imela podobne davčne stopnje kot v ptolemejskem obdobju, samo da je bila za prebivalce metropol posebno nizka. V mestu Oksirinhos so odkrili veliko ostankov papirusov s podatki o družbeni strukturi v mestih. Mesti Oksirinhos in Aleksandrija sta imeli niz različnih institucij, ki so jih Rimljani uporabljali tudi po prevzemu oblasti v Egiptu. 
Aleksandrija in njeni meščani so tudi pod Rimljani obdržali poseben položaj, ki so ga imeli pod Ptolemejci in imeli več privilegijev kot drugi prebivalci Egipta. Primarni način, kako postati meščan rimske Aleksandrije, je bilo dokazovanje, da sta bila oba starša aleksandrijska meščana. Meščani Aleksandrije so bili tudi edini Egipčani, ki so lahko dobili rimsko državljanstvo. Še več! Da je običajen Egipčan lahko dobil rimsko državljanstvo, je moral najprej postati meščan Aleksandrije. 
A avgustovskem obdobju so nastale mestne občine s helenskimi elitami zemljiških veleposestnikov, ki so imele več privilegijev, oblasti in samouprave kot drugo egiptovsko prebivalstvo. Meščani so imeli gimnazije, v katere so lahko prišli samo grški meščani, ki so dokazali, da sta bila člana gimnazije oba njihova starša. Za dokazovanje je služil seznam, ki ga je sestavila državna uprava leta 4-5 n. št.. Kandidat za gimnazijo je bil zatem sprejet v skupino mladostnikov (ἔφηβος,  éfēbos). Meščani so imeli tudi svoj svet starešin (γερουσία, gerousía), ki je bil odgovoren samo skupnosti. Vsi tako organizirani Grki so tvorili vitalni del metropole in imeli institucije, ki so bile dostopne samo mestni eliti. Rimljani so na nanje gledali kot na možne kandidate za mestne funkcionarje in usposobljene uradnike. Te elite so plačevale nižjo glavarino od lokalnih Egipčanov - felahov in nižje davke na zemljišča.. Zanimivo je, da so pravice razširile tudi na telesne kazni. Rimljani so bili zaščiteni pred tovrstnimi kaznimi, medtem ko so domače prebivalce bičali. Aleksandrijci so imeli privilegij, da so jih zgolj šibali. Četudi je najvišji status uradno uživala samo Aleksandrija, je jasno, da so imela zelo podobne ugodnosti tudi druga grška mesta, na primer Antinoopolis. Vse ugodnosti so izhajale iz prepričanja, da so Grki rimski zavezniki, oboji pa so na Egipčane gledali kot na podrejeno raso.
Iz zakonika oziroma zbirke predpisov, ki so veljali v rimski provinci Egipt, je jasno razvidna povezava med zakonom in fružbenim položajem. Globe in zaplemba premoženja so na primer grozile samo nekaterim skupinam prebivalstva. V zakoniku je bil tudi predpis, da je osvobojeni suženj dobil družbeni položaj svojega bivšega lastnika. 

## Krščanstvo
Egiptovski kristjani verujejo, da je Aleksandrijski patriarhat ustanovil evangelist Marko okoli leta 33. O prihodu krščanstva v Egipt je v resnici zelo malo znanega. Zgodovinar Helmut Koester na osnovi nekaj dokazov trdi, da so bili kristjani v Egiptu prvotno predvsem pod vplivom gnosticizma, dokler ni aleksandrijski patriarh Demetrij njihovega verovanja postopoma uskladil z verovanjem ostalih kristjanov. Pomanjkanje podrobnosti za prvih nekaj stoletij krščanstva v Egiptu bi lahko bilo posledica kolektivne sramote zaradi porekla, vendar je veliko vrzeli  tudi iz rimskege obdobja. 
Starodavna vera Starega Egipta se je presenetljivo malo upirala širjenju krščanstva. Možno je, da je dolgoletna grška in rimska vladavina njihovim vladarjem odvzela avtoriteto verskih vodij. Možno je tudi, da je  stara vera začela v nižjih družbenih razredih izgubljati svojo privlačnost zaradi zmanjšane kakovosti življenja, ki je bila posledica novih obdavčitev in bogoslužja, ki ga je uvedla rimska oblast. V verskem sistemu, ki na zemeljsko življenje gleda kot na večno, postane v napetem in bednem okolju želja po takšnem večnem življenju povsem neprivlačna. Krščansko poudarjanje revščine in krotkosti je našlo vrzel med egiptovskim prebivalstvom. Izvirnemu verovanju Starega Egipta so bila poleg tega zelo podobna tudi nekatera krščanska načela, na primer pojem svete trojice, vstajenje božanstva in združitev  z božanstvom po smrti, ali pa so se veje obeh religij preprosto prepletle do takšne mere, da so razlike med njimi postale nepomembne.
Aleksandrija  je do leta 200 postala eno od velikih središč krščanstva. V mestu sta nekaj časa živela zagovornika krščanstva Klement Aleksandrijski in Origen, kjer sta tudi pisala, poučevala in razpravljala.
Konstantin I. je z Milanskim ediktom leta 313 prekinil preganjanje kristjanov, potem pa so do 5. stoletja zatirali poganstvo. Njegovi privrženci so se za več desetletij umaknili v ilegalo, dokler ni bil leta 435 izdan dokončni edikt proti poganstvu. Grafiti na otoku File v Zgornjem Egiptu dokazujejo, da so boginjo Izido kljub temu častili še v 6. stoletju.
V krščanstvo je prestopilo tudi mnogo egiptovskih Judov, medtem ko so številni drugi prestop zavrnili in postali edina velika verska manjšina v krščanski državi.
Ko je Egiptovska cerkev končno dosegla svobodo in nadvlado, je takoj postala predmet razkola in dolgotrajnih sporov, ki so včasih prešli v državljansko vojno. Središče prvega velikega razkola v krščanskem svetu je postala prav Aleksandrija, v kateri je prišlo do nesoglasij med  pristaši aleksandrijskega škofa Arija (arijanci) in pristaši Atanazija, ki je po prvem nicejskem koncilu leta 326 postal aleksandrijski nadškof. Spor je v 4. stoletju sprožil številne nerede in upore. V enem od njih je bil uničen velik tempelj boga Serapisa, ki je bil trdnjava poganstva. Atanazija so v tem času petkrat do sedemkrat izgnali iz Aleksandrije, vendar se je vsakokrat vrnil.  
Egipt je bil pogosto prizorišče verskih špekulacij, ki so omogočale uspevanje številnih spornih verskih prepričanj. V Egiptu ni cvetelo samo arijanstvo, ampak tudi drugi sporni nauki, na primer gnosticizem in manihejstvo. Razvilo se je tudi meništvo in puščavništvo, ki je zavračalo svet dobrin in zagovarjalo uboštvo in predanost veri. 
Egiptovski kristjani so meništvo prevzeli s takšnim navdušenjem, da je moral cesar Valens omejiti število kandidatov za meniški stan. Menihi so zato odhajali v druge dele krščanskega sveta. V tem obdobju se je starega egipčanskega jezika razvila koptščina, pisana v grškem alfabetu. Za glasove, ki jih grščina ni poznala, so iznašli nove črke. Iznajdba koptščine je zagotovila pravilno izgovarjavo besed in imen iz poganskih besedil, ki so jih imenovali "grški magični papirusi".  Koptščino so kmalu sprejeli tudi prvi kristjani, da bi z njo posredovali evangelije domorodnim Egipčanom. Postala je uradni jezik v egiptovskem krščanskem bogoslužju in se kot taka ohranila vse do danes.

## Pozno rimsko obdobje
Konstantin I. je v 4. stoletju prestolnico Rimskega cesarstva prenesel iz Rima v Konstantinopel in razdelil Rimsko cesarstvo na dva dela. Provinca Egipt je pripadla vzhodnemu delu cesarstva. Latinščina se v Egiptu ni nikoli uveljavila in grščina je ostala prevladujoč jezik v državni upravi in šolstvu. V 5. in 6. stoletju se je Vzhodno rimsko cesarstvo, danes poznano kot Bizantinsko cesarstvo, postopoma pretvorilo v popolnoma krščansko državo, katere kultura se je bistveno razlikovala od njene poganske preteklosti. Padec Zahodnega rimskega cesarstva v 5. stoletju je egiptovske Rimljane še bolj oddaljil od rimske kulture in pospešil razvoj krščanstva, ki je povzročil skoraj popolno opustitev faraonskih tradicij, z izginotjem egipčanskih duhovnikov in duhovnic pa je izginila  tudi veščina čitanja hieroglifov. Templji so se pretvorili v cerkve ali pa so jih prepustili puščavi.
Vzhodno cesarstvo je postajalo vedno bolj vzhodnjaško in njegova povezava z grško-rimskom svetom je povsem zbledela.  Grški sistem lokalne samouprave je popolnoma  izginil, državne funkcije z novimi bizantinskimi nazivi pa so skoraj v celoti postale dedne in v domeni bogatih veleposestniških družin. Aleksandrija, drugo največje mesto v cesarstvu, je še naprej ostala središče verskih sporov in nasilja. Aleksandrijski patriarh Ciril je prepričal mestnega guvernerja, da je leta 415 s pomočjo mestne drhali iz mesta izgnal Jude kot odgovor na domnevni množični nočni pokol številnih kristjanov.  Umor filozofke Hipatije marca 415 je označil konec helenistične kulture v Egiptu.  
Nov razkol v Cerkvi, ki je povzročil dolgotrajno državljansko vojno in odtujitev Egipta od cesarstva, so povzročila prerekanja okoli narave Jezusa iz Nazareta. Verski vodje so razpravljali o tem, ali ima dve naravi, človeško in božjo, ali sta obe naravi združeni v eno. Na videz nepomembna razlika je bila dovolj velika, da je razklala cesarstvo. Po prvem koncilu v Konstantinoplu leta 381 se je okrepilo miafizistvo (ali henofizitstvo), ki se je nadaljevalo do Kalcedonskega koncila leta 451. Na slednjem je prevladalo stališče, da ima Jezus dve naravi. Številni miafiziti so trdili, da so jih napačno razumeli in da med njihovim stališčem in stališčem kalcedonskega koncila ni v resnici nobene razlike in da ima nasprotovanje zgolj politično ozadje. Aleksandrijska Cerkev se je po koncilu odcepila od rimske in konstatinopelske Cerkve in ustanovila Koptsko pravoslavno cerkev, ki se je ohranila vse do danes. Egipt in Sirija sta ostala središča miafizitskega gledanja. Organiziran upor proti kalcedonskemu pogledu je trajal vse do 570. let.
Egipt je cerkvenim sporom navkljub ostal pomembno gospodarsko in izobraževalno središče cesarstva. S svojimi kmetijskimi pridelki in izdelki obrti ni oskrboval samo v Bizantinskega cesarstva, ampak celo Sredozemlje. Med vladanjem Justinijana I. so Bizantinci ponovno osvojili Rim in večino Italije, vojne na zahodu pa po pustile za seboj slabo branjeno vzhodno mejo cesarstva in njegove žitnice Egipta.

## Vdor Perzijcev
Perzijsko osvajanje Egipta se je začelo leta 618 ali 619 in je bilo eno zadnjih velikih sasanidskih zmag v rimsko-perzijskih vojnah. Kralj Kozrav II. Parvez je vojno začel kot maščevanje za umor cesarja Mavricija. Na začetku je imel niz uspehov, ki so dosegli višek z osvojitvijo Jeruzalema (614) in Aleksandrije (619). Bizantinska protiofenziva, ki je sprožil cesar Heraklij spomladi 622, je obrnila vojno srečo in se končala s Kozravovo aretacijo in smrtjo februarja 628. Egipčani niso kazali nobene ljubezni do cesarjev v Konstantinoplu in se Perzijcem niso pretirano upirali. Kozravovo sin in naslednik Kavad II. Šeroj, ki je vladal do septembra 628, je sklenil mirovni sporazum in Bizantinskemu cesarstvu vrnil osvojena ozemlja.
Perzijska osvojitev Egipta je omogočila vzpon miafizitstva. Ko so Bizantinci leta 629 ponovno vzpostavili svojo oblast, so začeli miafizite preganjati, njihovega patriarha pa so izgnali. Ko so se kmalu zatem pojavili novi osvajalci, Arabci, je bil Egipt versko in politično povsem odtujen od Bizantinskega cesarstva.

## Arabska osvojitev Egipta
Mohamedov naslednik kalif Omar je poslal na zahod vojsko 4.000 Arabcev pod poveljstvom Amra Ibn al-Aasa z nalogo, da razširi islamsko oblast. Decembra 639 so Arabci vdrli iz Palestine v Egipt in hitro prišli do Nilove delte. Bizantinske vojaške posadke so se umaknile v utrjena mesta, kjer so se uspešno upirale še več kot leto dni. Arabci so zato poslali po okrepitve in aprila 641 osvojili Aleksandrijo. Bizantinski so z vojnim ladjevjem poskusili ponovno osvojili Egipt in leta 645 zasedli Aleksandrijo, vendar so jo že naslednje leto spet izgubili. Muslimansko osvajanje Egipta je bilo s tem zaključeno in 975 let dolga rimsko-grška vladavina se je končala.